# Gutshof Friedrichsgrund

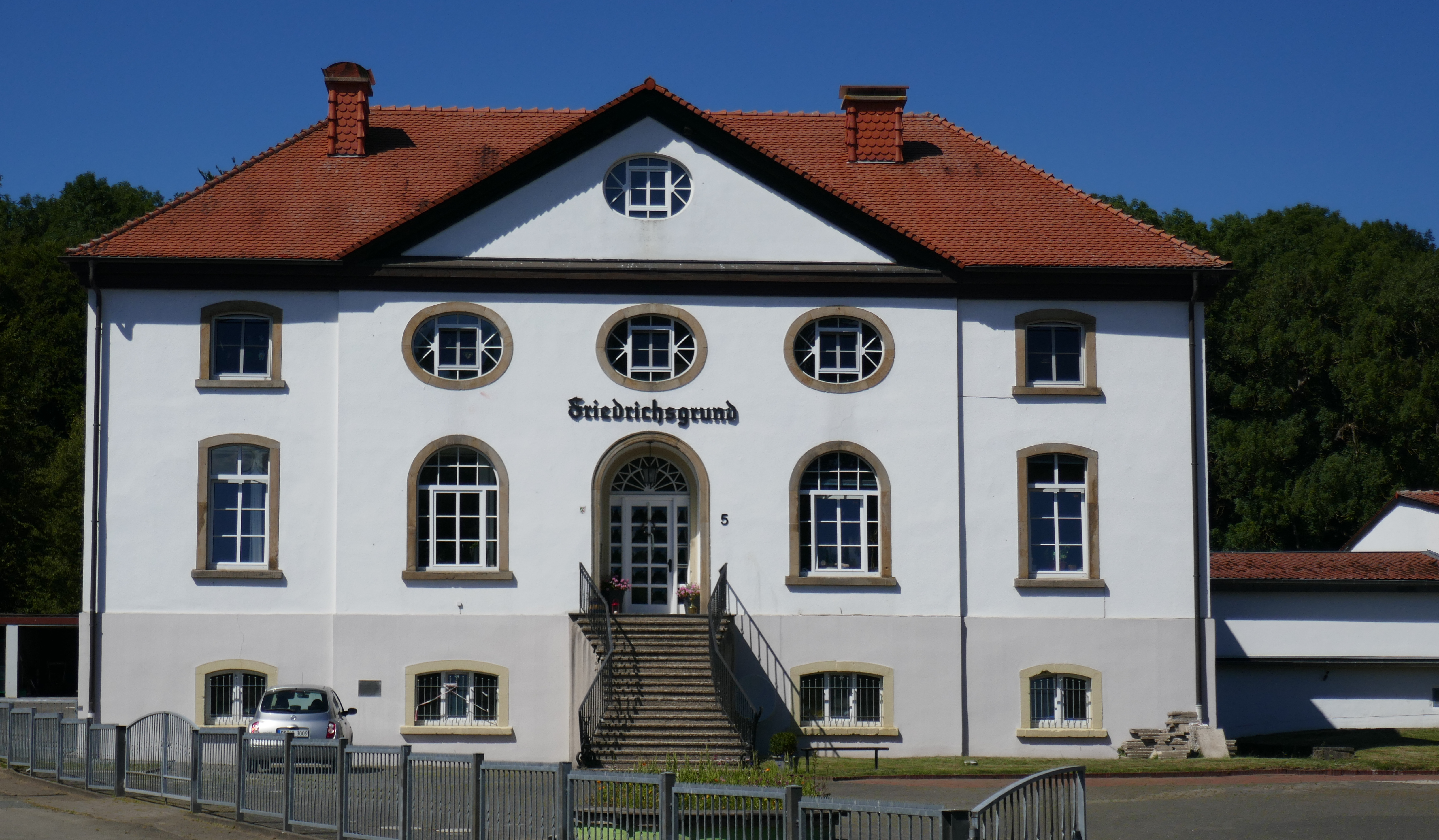
Gutshaus Friedrichsgrund

Der Gutshof Friedrichsgrund, auch Schloss Friedrichsgrund genannt, ist ein Gutshof in der Ortschaft Friedrichsgrund, die zur Stadt Bad Wünnenberg im Kreis Paderborn gehört. 

## Geschichte
Schloss Friedrichsgrund ist das Herrenhaus eines der Vorwerke der Staatsdomäne Dalheim, die bis zur Säkularisation 1803 ein Klostergut des Klosters Dalheim war. Die Vorwerke wurden ab der zweiten Hälfte des 18. Jahrhunderts von den Grafen von Westphalen eingerichtet und dienten als Nebenhof der Dalheimer Gutsanlage. Verwaltungssitz war der nordöstlich gelegene Haupthof im ehemaligen Kloster Dalheim. 
Zu der benachbarten Einrichtungen der Dalheimer Gutsanlage gehörten das ca. 1,1 Kilometer westlich gelegene, 1788 gegründete Vorwerk Kircheilern, dessen Wüstung heute als Kulturdenkmal unter Schutz gestellt ist. Etwa 750 Meter östlich wurde 1816 bis 1822 als weiterer Abspliss der Gutsanlage Dalheim das Vorwerk Ost-Eilern beim heutigen Elisenhof errichtet, das heute ebenfalls als Wüstung unter Kulturdenkmalschutz gestellt ist. Das 1820 gegründete Vorwerk Friedrichsgrund eines Dalheimer Domänen-Pächters ist im Gegensatz zu den benachbarten Vorwerken bis heute erhalten.
Friedrichsgrund wurde zusammen mit dem benachbarten Gut Eilern 1950 von Graf Friedrich Carl von Westphalen im Rahmen der Bodenreform der Siedlungsgesellschaft Deutsche Bauernsiedlung gegen eine Entschädigung von 357.000 DM überlassen. Es erfolgte eine Neuansiedlung mit Landwirten, die in den 1930er Jahren nach Schlesien gezogen waren und infolge der Kriegsauswirkungen 1945 nach Westdeutschland flohen. Im Jahr 2002 feierte die Neusiedlung Eilern-Friedrichsgrund ihr 50-jähriges Jubiläum mit der Aufstellung eines Gedenksteines. 
In dem Gutshaus Friedrichsgrund richtete der Kreis Büren eine neue ein- bis zweiklassige Schule ein, eine 0,54 Hektar großes Gelände nördlich des Gutshauses wurde für 10.000 DM zu einem Spiel- und Sportplatz umgestaltet. Diese Schule wurde zum Kinder- und Jugendhof Friedrichsgrund umgestaltet.